# Cruis'n
Cruis'n es una serie de videojuegos de carreras originalmente desarrollado por Eugene Jarvis para Midway Games y publicado por Nintendo. La serie se distingue de otros juegos de carreras con su presentación y jugabilidad, con una gran variedad de vehículos y pistas basadas en una variedad de locaciones del mundo real. La serie debutó en arcades Norteamericano y Europeo en 1994 con el lanzamiento de Cruis'n USA, que, según con Killer Instinct, fue anunciado ya que corría en el hardware de Nintendo Ultra 64. Dos secuelas seguidas, Cruis'n World y Cruis'n Exotica,   que tienen nuevos vehículos y pistas. Los tres juegos fueron lanzados para la Nintendo 64 también, con Exotica también es lanzado para la portátil Game Boy Color. El siguiente juego de la serie, Cruis'n Velocity desviado de la jugabilidad arcade tradicional de la serie y fue lanzado para la Game Boy Advance.
Después de la salida de Midway de los negocios arcade, Jarvis y su nueva compañía Raw Thrills lanza el juego arcade The Fast and the Furious, que fue basado en la película del mismo nombre y compartía elementos de jugabilidad con los juegos de Cruis'n. El juego fue portado para la Wii con todos los aspectos de la licencia de la película reemplazados y lanzado simplemente como Cruis'n. Raw Thrills licenció el nombre de Cruis'n de Nintendo para una nueva máquina arcade, Cruis'n Blast, lanzado en 2017, con una conversión para Nintendo Switch lanzada en 2021.

## Videojuegos
| 1994 | Cruis'n USA      |
| 1995 |                  |
| 1996 | Cruis'n World    |
| 1997 |                  |
| 1998 |                  |
| 1999 | Cruis'n Exotica  |
| 2000 |                  |
| 2001 | Cruis'n Velocity |
| 2002 |                  |
| 2003 |                  |
| 2004 |                  |
| 2005 |                  |
| 2006 |                  |
| 2007 | Cruis'n          |
| 2008 |                  |
| 2009 |                  |
| 2010 |                  |
| 2011 |                  |
| 2012 |                  |
| 2013 |                  |
| 2014 |                  |
| 2015 |                  |
| 2016 |                  |
| 2017 | Cruis'n Blast    |

### Lanzamientos originales para arcade
Los juegos originales para arcade fueron desarrollados por Midway y diseñados por Eugene Jarvis. La totalidad de ellos tiene la misma jugabilidad general. El objetivo en cada juego es en rebasar nueve autos en varios diferentes niveles localizados en diferentes lugares del mundo real. Los jugadores pueden elegir niveles individuales o "Cruise" y carrera cada pista en orden. Una variedad de diferentes autos están disponibles en cada juego.
El primer título en la serie es Cruis'n USA que fue lanzado en arcades en 1994 y publicado por Nintendo. La carrera inicia en el Puente Golden Gate de San Francisco y termina en la Casa Blanca en Washington D. C.. Las unidades de arcade pueden ser vinculadas a proveer jugabilidad multijugador. El juego original de arcade, según con Killer Instinct fue promovido para correr en el hardware de Nintendo Ultra 64, que estaría después siendo disponible como una videoconsola, permitiendo una perfecta conversión del juego. Como la consola de Nintendo, renombrada la Nintendo 64 fue enteramente diferente. Inicialmente criticado como un título de lanzamiento para el sistema, el juego fue retardado y fue enseguida lanzado el 3 de diciembre de 1996. Con un degrado en gráficos así como controversial censura del arcade original. En la versión de Nintendo 64, la mayoría de los niveles están Inicialmente bloqueados excepto para Route 101. Según la carretera los jugadores pueden correr en diferentes dificultades para desbloquear nuevas capas de pintura y mejoras. La versión de Nintendo 64 puede también guardar el progreso usando diferentes cuentas. Menosprecio de las diferencias del arcade original y recepción pobre de críticos, el juego fue un éxito y relanzado en 1998 como un título Player's Choice de Nintendo. Ten years later, the N64 version of the game fue lanzado en la Consola Virtual de Wii.
La primera secuela del juego Cruis'n World fue lanzada en arcades también en 1996. La jugabilidad general sigue siendo la misma, con diferentes locaciones. La carrera ahora inicia en Hawái y termina en Florida. Lo nuevo para el juego fue un sistema de acrobacia, que permitía a los jugadores realizar acrobacias y ganar tiempo para finalizar la carrera. La versión de Nintendo 64 fue desarrollada por Eurocom y originalmente planeado para lanzarse en otoño de 1997, pero el juego fue silenciosamente retardado hasta el verano/otoño de 1998. Fue lejos de mejor recibido que el port del juego original. En la versión de Nintendo 64, la mayoría de los niveles y pistas están disponibles desde el principio con autos y etapas adicionales cars  y nuevas capas de pintura disponibles como desbloqueables. Están además nuevas carreteras y autos solamente disponibles en la versión de Nintendo 64 así como soporte de Rumble Pak. El progreso en la versión de  Nintendo 64 puede ser guardado usando solamente una cuenta. Otra vez, esta versión tuvo mediante algunas censuras (nombrada la remoción de la habilidad matar vida salvaje). Ambas versiones la arcade y Nintendo 64 ahora permitido para hasta a cuatro jugadores en la carrera.
El tercer y último juego en la serie original de arcade, Cruis'n Exotica fue lanzado en arcades en el final de 1999. El juego tiene doce nuevas pistas, con la carrera iniciando en Hong Kong y acabando en Marte. El juego conservando las acrobacias del juego anterior y añade un PIN sistema por el cual los jugadores pueden almacenar su historial estableciendo una contraseña personal usando el teclado de la cabina. Las versiones de consola fueron lanzadas para la Nintendo 64 y Game Boy Color en otoño del 2000. Gratuitous Games desarrolló la versión de Nintendo 64, que reemplazó autos con licencia de la arcade (ejemplos el Chevrolet Corvette, Plymouth Barracuda y Plymouth Prowler) con equivalentes genéricos. La versión de Game Boy Color, que fue desarrollada por Crawfish Interactive y la versión de Nintendo 64 todos tienen pistas y autos desbloqueables. La versión de Nintendo 64 puede otra vez guardar diferentes cuentas mientras la versión de Game Boy Color usa un sistema de contraseñas. Todavía, la versión de Nintendo 64 era censurada en remover la abilidad matar vida salvaje. Ambas versiones la arcade y Nintendo 64 permiten hasta cuatro jugadores en la carrera.

### Títulos posteriores

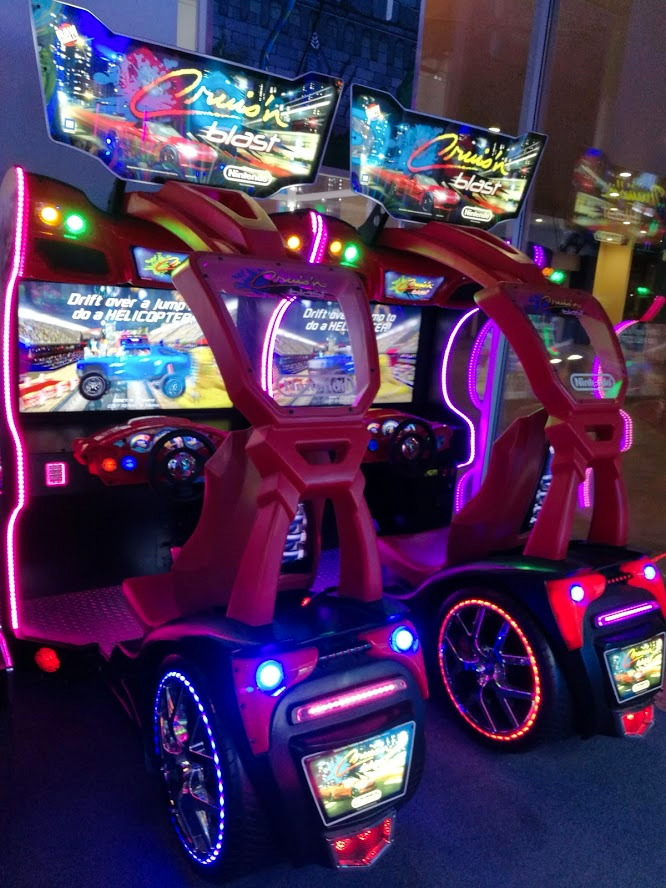
Gabinetes arcade de Cruis'n Blast

El siguiente juego en la serie, Cruis'n Velocity fue lanzado exclusivamente para la Game Boy Advance en 2001. Este juego fue desarrollado por Graphic State y publicado por Midway Games. La carrera toma lugar en lugares exóticos como Las Vegas, Holanda, Alaska, y Marte. El objectivo del juego es rebasar otros siete autos en catorce diferentes caminos usando el nuevo sistema de propulsión. Justo como en los juegos anteriores, el jugador puede desbloquear nuevos tipos de etapas y autos. El juego usa el sistema de contraseña para guardar el progreso y permitiendo hasta cuatro jugadores usando el Game Boy Advance Link Cable.
En 2004, La nueva compañía de Eugene Jarvis, Raw Thrills, lanzando The Fast and the Furious, un juego de arcade basado en la película de 2001. El juego fue fuertemente basado en los juegos Cruis'n originales, con jugadores eligiendo desde siete diferentes autos y carreras por doce diferentes pistas. La carrera inicia en Times Square de Nueva York, y termina en Mulholland Drive de Los Ángeles. El juego cuenta con un sistema de nitroso, que da a los autos un breve impulso de velocidad. El juego tiene también un sistema de dinero para que los jugadores ganen dinero para desbloquear nuevas mejoras. Fue más tarde portado para la Wii por Just Games Interactive y lanzado por Midway en 2007 como Cruis'n, que no tuvo ninguna de las marcas del juego original The Fast and the Furious. La versión de Wii fue fuertemente criticada por su fechado de presentación,jugabilidad superficial y largos tiempos de carga.
Una nueva entrada, Cruis'n Blast (bajo nombres beta Cruis'n Adventure y Cruis'n Redline) licenciado a Raw Thrills por Nintendo fue lanzado en enero de 2017.